# YTN라디오
주식회사 YTN라디오는 대한민국의 라디오 방송국이자 YTN의 자회사로, 대한민국 유일의 보도 전문 라디오 채널이다. 별명으로는 YTN뉴스FM이라는 명칭을 사용하지만, 최근엔 사용 빈도가 크게 줄었다.

## 개요
2008년 4월 30일 정식으로 개국하였으며 매 15분마다 뉴스를 보도하는 것이 특징이다.(YTN 24) 2010년 3월 24일 송신소를 안양시 삼성산에서 성남시 청계산으로 옮겨 가청권을 확대하였다. 대한민국의 수도권 지역에서 청취가 가능하며, 24시간 방송이다.

## 연혁
- 2008년 3월 1일: 시험 방송 개시
- 2008년 4월 30일: YTN 뉴스FM 개국 (삼성산 송신소, 3㎾)
- 2009년 10월 5일: 기존 채널 이름인 YTN 뉴스FM에서 YTN라디오로 변경
- 2010년 3월 24일: 삼성산 송신소에서 청계산 송신소로 이전
- 2014년 4월 7일: 출력 증강 (1㎾ → 3㎾)
- 2015년 4월 14일: 출력 증강 (3㎾ → 5㎾)

## 방송 프로그램

### 일일 프로그램
| - YTN라디오 한밤의 BGM 여행 프로그램 설명: 깨어있는 당신을 위한 실시간 음악감상 방송시간: [매일] 00:20~05:00 (매시 20분부터) 선곡PD: 장정우PD(0시), 박준범PD(01시,02시), 박귀빈 아나운서(03시,04시) - 안전한 일터 캠페인 프로그램 설명: 함께 만드는 안전한 일터로 산업재해 ZERO! 방송시간: [매일] 08:55, 12:55, 15:55 - 날씨와 교통 (Weather and Traffic) 프로그램 설명: 도로 상황과 오늘의 일기 예보를 매시간 전해드립니다. 방송시간: 매시 17 & 57분부터 - 듀에토의 더 클래식 프로그램 설명: 명작이 아닌 마스터피스 음악과의 친숙한 만남, 전설이 아닌 레전드 음악가들과의 위대한 만남! 팝페라 듀오 '듀에토'가 전하는 고품격 클래식 방송! 격조있는 B급, 트렌디한 클래식! 아침에 듀에토가 찾아갑니다. 방송시간: [월~금] 05:40, 11:33, 20:20 진행: 듀에토(백인태, 유슬기) - 이원화 변호사의 사건X파일 프로그램 설명: 영화보다 더 리얼하고 드라마보다 반전 있는 '실제 형사 사건', 이원화 변호사가 'X 파일'을 열어 들려 드립니다. 방송시간: [월~금] 06:40, 12:40, 19:40 진행: 이원화 - 조인섭 변호사의 상담소 프로그램 설명: 여기는 조인섭 변호사의 상담소, 조담소입니다. 방송시간: [월~금] 09:40, 14:40, 20:40 진행: 조인섭 - 뉴스 파이팅, 김영수입니다 프로그램 설명: 대한민국의 아침을 응원합니다! 가장 핫한 정치 현안부터 경제·사회 이슈까지 방송시간: [월~금] 1·2부(7:15~7:55), 3·4부(8:00~9:00) 진행: 김영수 - 조태현의 생생경제 프로그램 설명: 오직 ‘경제’의 눈으로 바라본 세상은 어떤 모습일까? 삶에서 절대 빼놓을 수 없지만, 놓치기 쉬운 경제! 매일 아침 9시, 경제가 어려운 분들을 위한 단 하나의 경제 전문 프로그램, 당신의 경제적 시야를 한층 넓혀... 방송시간: [월~금] 09:00~10:00 - 슬기로운 라디오생활 프로그램 설명: 생활이 묻고? 정보가 답하다! 구석구석 알찬 정보들을 모아모아 지혜로운 생활로 인도합니다. 방송시간: [월~금] 10:30~11:30 진행: 박귀빈 아나운서 - YTN 라디오 뉴스 프로그램 설명: 한국일보 제휴 시간대 뉴스 방송시간: [월~금] 11:30~11:40 / 18:00~18:10 진행: YTN라디오 아나운서(박귀빈, 최휘, 이우영, 김영민, 양수진, 이태연) - 이슈&피플 프로그램 설명: 하루의 중심에서, 뉴스의 중심을 제대로 잡아드립니다! YTN라디오 한 낮의 시사프로그램, 이슈앤피플. 방송시간: [월~금] 13:00~14:00 진행: 이익선, 최수영 - 생생플러스 프로그램 설명: 생생하고 재미있는 경제 방송! 상생하며 따뜻한 경제 방송! 최고의 입담이 쉽게 풀어주는 경제뉴스와 친절한 설명과 따뜻하고 발랄한 유쾌한 사람 중심의 경제 이야기가 있습니다. 방송시간: [월~금] 15:00~16:00 진행: 김우성 PD - 굿머니 굿라이프 (Good Money, Good Life) 프로그램 설명: 전화 상담 한번으로 든든한 내일이 보이는 재무설계 전문 프로그램! 언제든 "굿머니 굿라이프(Good Money Good Life!)"는 청취자 여러분에게 밝고 희망찬 미래를 설계해드립니다. 방송시간: [매일] 16:20~17:00 재방: [월~금] 21:20~22:00(재방) 진행: 양수진 아나운서 - 신율의 뉴스 정면승부 프로그램 설명: 기사 넘어 세상을 전합니다 방송시간: [월~금] 17:00~19:00 진행: 신율 |

### 주간 프로그램
- 주말 듀에토의 더 클래식

프로그램 설명: 명작이 아닌 마스터피스 음악과의 친숙한 만남, 전설이 아닌 레전드 음악가들과의 위대한 만남! 팝페라 듀오 '듀에토'가 전하는 고품격 클래식 방송! 격조있는 B급, 트렌디한 클래식! 주말 아침에 듀에토가 찾아갑니다.
방송시간: [토·일] 1부(05:20~06:00), 2부(06:20~07:00)
재방: [토·일] 1부(18:20~19:00), 2부(19:20~20:00)
진행: 듀에토(백인태, 유슬기)
- 이성규의 행복한 쉼표, "잠시만요"

프로그램 설명: 바쁜 현대인들에게 잠시 어려운 주위를 돌아 볼 수 있는 시간을 마련하고자 합니다. 특히, 따뜻한 선행을 베푸는 착한 사람들의 이야기를 통해, 더불어 함께 사는 사회의 중요성을 알리려고 합니다. 잠시만 귀 기울여 보시겠습니까?
방송시간: [일] 20:20~21:00
진행: 이성규 서울시립대학교 교수, 한국장애인재단 이사장
- 열린 라디오 YTN! (Open Radio YTN!)

프로그램 설명: 진실을 전하는 방송, 진심을 다하는 방송을 만들기 위한 YTN 라디오의 옴부즈맨 프로그램
방송시간: [토] 20:20~21:00
진행: 최휘 아나운서
- 주말 뉴스 & 뮤직 (Weekend News and Music)

프로그램 설명: 세대와 시대를 공감하는 주말 음악감상 프로그램. 다양한 장르의 음악과 실시간 유용한 뉴스가 흐르는 시간 YTN라디오의 주말 뉴스 & 뮤직 입니다.
방송시간: [토·일] 7시~23시(매시 20분부터)
진행: YTN 라디오 아나운서(이현웅, 박귀빈, 최휘, 이우영, 김영민, 양수진, 이태연)
- 날씨와 교통정보 (Weather and Traffic)

프로그램 설명: 주말 중 별도의 업데이트.
방송시간: 07:00~23:00 (매시 17분부터)

### YTN 100.3 프로그램
- Sneakers and Stilettos Show

프로그램 설명: Founded by a group of like-minded and self-proclaimed geniuses, Sneakers & Stilettos (SASS LA) is the freshest Asian-American broadcast program to hit HD radio! With the combined energy of comedian Walter Hong, fashionistas Yvonne Lu and Irene Hsu, and K-Town Night Market founder, Joe Park, SASS LA brings you a two-hour program that is equal parts current events, entertainment news, dating advice and pop culture, all infused with our signature brand of bold off-the-wall humor. Tune in to SASS LA and get your weekly dose of fun, laughter and entertainment!
방송시간: 토요일 20:00~22:00
- 길 따라 멋 따라

프로그램 설명: 미국은 넓고, 갈 곳은 많다! 미국의 보석같은 명소로 함께 떠나볼까요? 맛깔나고 멋스러운 여행이야기가 함명혜 앵커와 여행전문가의 대담으로 펼쳐집니다.
방송시간: 목요일 05:00 / 13:00
진행: 함명혜
- 건강하게 행복하게

프로그램 설명: 늘어난 평균수명, 몸 건강 만큼 마음 건강도 중요하겠죠? 최광진 앵커가 건강하고 행복한 삶에 대한 이야기를 나눕니다.
방송시간: 월요일 05:00 / 13:00
진행: 최광진
- 서석구의 세상만사

프로그램 설명: 영화 <변호인>의 모티브인 부림사건의 재판장이었던 서석구 변호사가 우리 주변의 뉴스와 이슈에 대해 시원하게 한마디 합니다.
방송시간: 화요일 05:00 / 13:00
'진행: 서석구
- YTN 정보한마당

프로그램 설명: 한인 커뮤니티를 위한 알찬 정보를 매주 새로운 게스트와 함께 나누는 시간 입니다.
방송시간: 월,수요일 05:00 / 13:00
진행: 진웅
- 위클리 프리뷰

프로그램 설명: 매주 목요일, 개봉영화 소식과 박스오피스 순위를 안내합니다. 주말에 볼 영화 고르기 전에 꼭 확인하세요!
방송시간: 목요일 06:00 / 14:00
진행: 안현진

## 라디오 제공 시보
- 현대자동차
- 기아자동차
- 놀부
- SK브로드밴드
- 메디톡스
- 에듀윌
- 박문각

## 같이 보기
- KBS 제3라디오
- SBS 러브FM
- SBS 파워FM
- TBS FM
- cpbc FM
- EBS 1TV
- KTV 국민방송
- 연합뉴스TV JOB